# Колледж Авраама Гейгера

Логотип Потсдамского университета

Ко́лледж А́враама Ге́йгера (нем. Abraham Geiger Kolleg) — раввинистская семинария, находящаяся в Потсдаме, Германия при Потсдамском университете. Управляется раввинами  Уолтером Джейкобом и Уолтером Хомолкой.

## История
Колледж Абрахама Гейгера был основан в 1999 году, став единственной семинарией Германии со времён Холокоста, когда Колледж Науки Иудаизма был закрыт Гестапо. Колледж назван в честь Авраама Гейгера (1810—1874), немецкого раввина-реформатора и учёного. В 2009 году колледж назначил Ювала Пората хаззаном. Пората стал первым человеком, прошедший подготовку в качестве кантора в Германии со времён Холокоста. В ноябре 2010 года колледж рукоположил Алину Трейгер — первую женщину-раввина, рукоположенную в Германии после Второй мировой войны. Её рукоположение состоялось в берлинской синагоге Песталоцци, где присутствовали Кристиан Вульф, тогдашний президент Германии, и еврейские лидеры со всего мира. В 2011 году в колледже был рукоположен Антье Дойзель, первая женщина немецкого происхождения, назначенная раввином в Германии со времен нацистской эпохи.